# مرکز اسناد فلسفی
مرکز اسناد فلسفی یک مرکز غیرانتفاعی نشر است که دسترسی به مطالب علمی را در زمینه اخلاق کاربردی، فلسفه کلاسیک، فلسفه، مطالعات دینی و رشته‌های مرتبط فراهم می‌کند. این مرکز مجله‌ها، مجلات دانشگاهی، مجموعه مقاله‌های همایش، گلچین‌ها، و پایگاه داده‌های تحقیقاتی آنلاین را منتشر می‌سازد و غالباً با انجمن‌های علمی و تخصصی همکاری می‌کند. همچنین خدمات مدیریت عضویت و انتشارات الکترونیکی را ارائه می‌دهد و میزبانی مجلات الکترونیکی، مجموعه‌ها و سایر نشریات از چندین کشور را ترتیب می‌دهد.